# Chasechloa
Chasechloa es un género de plantas herbáceas perteneciente a la familia de las poáceas. Es originario de Madagascar.

## Especies selecccionadas
- Chasechloa egregia (Mez) A. Camus
- Chasechloa humbertiana A. Camus
- Chasechloa madagascariensis (Baker) A. Camus